# Димине (Кропивницький район)
Ди́мине — село в Україні, у Соколівській сільській громаді Кропивницького району Кіровоградської області. До 2020 року орган місцевого самоврядування — Диминська сільська рада.
Населення — ▼650 осіб.

## Історія
Станом на 1886 рік у колишньому власницькому селі Димина Семенастівської волості Єлисаветградського повіту Херсонської губернії мешкало 382 особи, налічувалось 82 дворових господарства, існували камера мирового судді й школа.
За даними 1894 року у селі Димина (Михайлівка) мешкало 534 особи (279 чоловічої статі та 255 — жіночої), налічувалось 102 дворових господарства, існували православна церква, земська школа на 66 учнів (51 хлопчик й 15 дівчаток), 2 лавки й 2 шинки.
За переписом 1897 року кількість мешканців зросла до 620 осіб (312 чоловічої статі та 308 — жіночої), з яких 614 — православної віри.

## Населення
Згідно з переписом УРСР 1989 року чисельність наявного населення села становила 775 осіб, з яких 340 чоловіків та 435 жінок.
За переписом населення України 2001 року в селі мешкало 737 осіб.

### Мова
Розподіл населення за рідною мовою за даними перепису 2001 року:
| Мова       | Відсоток |
| ---------- | -------- |
| українська | 92,26 %  |
| російська  | 3,94 %   |
| молдовська | 3,13 %   |
| білоруська | 0,41 %   |
| болгарська | 0,14 %   |

## Відомі люди
- Далекий Микола Олександрович (1909—1976) — російський письменник.
- Сухін Віктор Вікторович (1979—2018) — солдат Збройних сил України, учасник російсько-української війни.